# えびしゃ
えびしゃは、日本のお笑いトリオ。ワタナベエンターテインメント所属。旧トリオ名は「海老車」で、漢字表記だった。

## メンバー
サエキ（1999年5月1日 - ）（26歳）
東京都出身、身長176 cm。旧芸名および本名、佐伯 暸（さえき りょう）。
法政大学経済学部国際経済学科2年時、「玉彦のサンバ」として学生ピン芸人No.1を決める『学生R-1』に出場し、優勝した経験を持つ。かつては久保寺竜誠とのコンビ「リバイアサン」としても活動し、『大学芸会2021』では優勝を果たす。当時はえびしゃ（海老車）が準優勝を収めていたため、サエキは1人でワンツーフィニッシュを決めている。リバイアサンではコントと並行して漫才も演じていた。
高校3年間をニュージーランドで過ごしており、ホームステイ先の家族からいじめを受けていた。

大根 勇樹（おおね ゆうき、1998年4月24日 - )（27歳）
千葉県出身、身長185 cm。
明治大学情報コミュニケーション学部除籍。
『大学お笑いMONSTERS』（テレビ東京）のコント部門にコンビ「琥珀」として出場し、優勝を果たした。
掌をクロスさせるお決まりのポーズがあり、これは「人喰い二枚貝」を意味している。石島（青御膳、サンミュージック所属）はその人喰い二枚貝に飲み込まれたらしく、「とても苦しい経験だった」と述べている。

中村 シュンスケ（なかむら シュンスケ、1998年5月12日 - ）（27歳）
東京都出身、身長189 cm。旧芸名および本名、中村 俊介（なかむら しゅんすけ）。
慶應義塾大学文学部中退。
尾道高校ラグビー部出身で花園出場経験がある。
就活の末にフジテレビから内定を貰っていたが、辞退して芸人になった。

## 来歴
サエキは大学卒業後、社会人として働くつもりだったため大学でしかできないことをやろうと考えてお笑いを始めたが、あまりにもお笑いが楽しすぎたため気付けばプロになるまで続けていた。親はお笑いサークルに入って以降も芸人の道には反対していたものの、4年間続けてみると次第に応援してくれるようになったという。
大根も同じく大学からお笑いを始めたが、だんだん大学へ行かなくなって芸人を志すようになった。
中村は高校時代に生徒会選挙の応援演説を務めた際、代々の慣わしとしてボケてみると大ウケしたことで快感を覚え、芸人を目指すきっかけとなった。
大学4年時、コンビを解散した中村と同時期に解散していた大根が中村へ初対面ながらも声をかけてコンビを結成するも、サエキもちょうど1人だったため合流する形で現在のトリオとなった。東洋大学落語研究会所属のピン芸人・AKIRA主催のライブ「ニンフォマニア2」にて「えびしゃ新メンバーオーディション」が開催され、一時的に上智大学お笑いサークルSCS所属のピン芸人・ぺちかが加入したことがある。
2022年、お笑いサークル同士が団体戦でネタを見せ合う『NOROSHI』に法政大学お笑いサークルHOSとして久保寺竜誠・室田真人・高瀬雅之と共に「チームザリガニ&とうもろこし」名義で出場し、優勝を果たす。
2023年、ワタナベコメディスクール在籍中に『ワタナベお笑いNo.1決定戦2023』にて決勝進出（丸山礼に次ぐ2組目）。同年、『キングオブコント』にて準決勝まで進出。 
2024年、『UNDER 25 OWARAI CHAMPIONSHIP』『ツギクル芸人グランプリ2024』にて優勝を成し遂げた。 
トリオの平均身長が高く、身長構成がグランジとほぼ同じ。

## 賞レースでの戦績
- 2021年 大学芸会 準優勝
- 2022年 お笑いサークル団体戦NOROSHI 優勝
- 2023年 ワタナベお笑いNo.1決定戦 決勝進出
- 2023年 UNDER 25 OWARAI CHAMPIONSHIP 優勝[11][12]
- 2023年 キングオブコント 準決勝進出[14]
- 2024年 ツギクル芸人グランプリ2024 優勝[7][13]
- 2024年 キングオブコント 準々決勝進出
- 2024年 M-1グランプリ2024 3回戦進出（中村のみ、えざわピークとのユニット「ぷりぷり」として）[15]
- 2025年 UNDER5 AWARD 準決勝進出（サエキのみ、「リバイアサン」として）
- 2025年 キングオブコント 準決勝進出[16]

## 出演

### テレビ
- ネタパレ（フジテレビ 2023年7月28日、8月4日・11日）
- THE CONTEへの道（フジテレビ、2023年7月29日）
- 証言者バラエティ アンタウォッチマン!（テレビ朝日、2023年9月19日、2024年9月17日）
- 有吉の壁（日本テレビ、2024年6月15日※若手予選会2024[17]）
- そろそろ にちようチャップリン（テレビ東京、2024年6月30日〈29日深夜〉）
- ENGEIグランドスラム（フジテレビ、2024年9月21日）